# Liste des épisodes de Teen Titans Go!
 (février 2021).
Si vous disposez d'ouvrages ou d'articles de référence ou si vous connaissez des sites web de qualité traitant du thème abordé ici, merci de compléter l'article en donnant les références utiles à sa vérifiabilité et en les liant à la section « Notes et références ».
Cet article liste les épisodes de la série d'animation américaine Teen Titans Go!.

## La série
Teen Titans Go! est une série d'animation inspirée de la franchise Les Jeunes Titans. La série est annoncée à la suite du pic de popularité des courts-métrages des New Teen Titans,. Teen Titans Go! est une série comique de la franchise DC Comics sans aucun lien de continuité avec les autres séries en cours. Par contre, les personnages de DC tels que Batman apparaissent en guests dans certains épisodes.
L'idée principale est de voir les personnages se démener dans des situations en dehors des moments où ils sauvent le monde.

## Saisons
| Saison | Saison | Épisodes | États-Unis      | États-Unis        |
| Saison | Saison | Épisodes | Début de saison | Fin de saison     |
| ------ | ------ | -------- | --------------- | ----------------- |
|        | 1      | 52       | 23 avril 2013   | 5 juin 2014       |
|        | 2      | 52       | 12 juin 2014    | 30 juillet 2015   |
|        | 3      | 53       | 31 juillet 2015 | 13 octobre 2016   |
|        | 4      | 52       | 20 octobre 2016 | 25 juin 2018      |
|        | 5      | 52       | 25 juin 2018    | 4 avril 2020      |
|        | 6      | 52       | 4 octobre 2019  | 1er mai 2021      |
|        | 7      | 52       | 8 janvier 2021  | 16 septembre 2022 |
|        | 8      | 42       | 7 octobre 2022  | 30 novembre 2024  |
|        | 9      | 52       | 1er mars 2025   |                   |

Les saisons 1 et 2 paraissent sur France 4 par association de deux épisodes[Quand ?].

## Liste des épisodes

### Première saison (2013–2014)
1. Un sandwich de légende (Legendary Sandwich)
2. Le mystère de la tarte (Pie Bros)
3. L'as du volant (Driver's Ed)
4. Visite démoniaque (Dog Hand)
5. Les doubles (Double Trouble)
6. Le rendez-vous (The Date)
7. Cool Raoul (Dude Relax)
8. La grande lessive (Laundry Day)
9. Les fantômes (Ghostboy)
10. Le grand amour (La Larva de Amor)
11. Une pizza ? (Hey Pizza!)
12. Le gorille (Gorilla)
13. Une soirée entre filles (Girl's Night Out)
14. T'es viré (You're Fired!)
15. Super Robin (Super Robin)
16. La tour infernale (Tower Power)
17. Le parasite (Parasite)
18. Ouh la menteuse ! (Starliar)
19. La fête des boulettes (Meatball Party)
20. La réunion du personnel (Staff Meeting)
21. Terra (Terra-ized)
22. Balle au prisonnier (Artful Dodgers)
23. Hamburger contre Burrito (Burger vs. Burrito)
24. Correspondances (Matched)
25. Raven nous en fait voir de toutes les couleurs (Colors of Raven)
26. La jambe gauche (The Left Leg)
27. Les livres (Books)
28. L'esprit-divan (Lazy Sunday)
29. Starfire la redoutable (Starfire the Terrible)
30. Fusion de force (Power Moves)
31. Responsabilités (Staring at the Future)
32. Sans pouvoir (No Power)
33. Coéquipier (Sidekick)
34. Un tigre en cage (Caged Tiger)
35. Deuxième Noël (Second Christmas)
36. Combats de nuit (Nose Mouth)
37. Miss Gambette (Legs)
38. Paix et amour (Breakfast Cheese)
39. Gaufres (Waffles)
40. Joyeuse Saint-Valentin (Be Mine)
41. Cyborg et Jinx (Opposites)
42. Oiseaux (Birds)
43. Nourriture intellectuelle (Brain Food)
44. Vite fait, bien fait !  (In and Out)
45. Les petits compagnons (Little Buddies)
46. Disparus (Missing)
47. Blagues de Tonton (Uncle Jokes)
48. Les disciples (Màs y Menos)
49. Rêves (Dreams)
50. La voix de grand-mère (Grandma Voice)
51. C'est magique ! (Real Magic)
52. Le sorcier des pantins (Puppets, Whaaaaat?)

### Deuxième saison (2014–2015)
1. Monsieur Popotin (Mr. Butt)
2. Un vrai dur (Man Person)
3. Pirates (Pirates)
4. Les élections (Money Grandma)
5. Je te vois (I See You)
6. Brian (Brian)
7. Mère nature (Mom Nature)
8. J'adore les retraités (Salty Codgers)
9. Le savoir (Knowledge)
10. Teri la trouille (Slumber Party)
11. Adorables monstres (Love Monsters)
12. Mains de bébé (Baby Hands)
13. Relation difficile (Caramel Apples)
14. Le sandwich parfait (Sandwich Thief)
15. Amitié (Friendship)
16. Végétor (Vegetables)
17. Le masque (The Mask)
18. Une affaire sérieuse (Serious Business)
19. Halloween (Halloween)
20. Garçons contre filles (Boys vs. Girls)
21. Virus (Body Adventure)
22. Virée en voiture (Road Trip)
23. Thanksgiving (Thanksgiving)
24. Le meilleur Robin (The Best Robin)
25. Robin sifflera une fois (Mouth Hole)
26. Quand la nausée abonde (Hot Garbage)
27. Robin à l'envers (Robin Backwards)
28. La journée du délire (Crazy Day)
29. Les sourires de Nonosse (Smile Bones)
30. Le vrai jeune homme (Real Boy Adventures)
31. Le tuyau d'arrosage (Hose Water)
32. Soyons sérieux (Let's Get Serious)
33. Vacances tamaraniennes (Tamaranian Vacation)
34. Une soirée romantique (Rocks & Water)
35. Plus d'un tour dans son sac (Multiple Trick Pony)
36. Vérité, justice ou pizza (Truth, Justice and What?)
37. Deux bourdons et une guêpe (Two Bumble Bees and a Wasp)
38. Monsieur télé (Oil Drums)
39. Imagination ! (Video Game's References)
40. L'école cool (Cool School)
41. La magie du football (Kicking a Ball and Pretending to Be Hurt)
42. Jus de cerveau (Head Fruit)
43. L'album qui rend fou (Yearbook Madness)
44. Changelin est notre homme (Beast Man)
45. Opération : Homme de Fer (Operation Tin Man)
46. Gentante (Nean)
47. Les joies du feu de camp (Campfire Stories)
48. Silence ! (And the Award for Sound Design Goes to Rob)
49. Tape m'en cinq (The HIVE Five)
50. Le retour de Slade (The Return of Slade)
51. Plus ou moins pareil (More of the Same)
52. Une équipe de rêve (Some of Their Parts)

### Troisième saison (2015–2016)
1. Chat en folie (Cat's Fancy)
2. Miss Gambettes (Leg Day)
3. Ruiné de la molaire (Dignity of Teeth)
4. Le croissant (Croissant)
5. Le piment de la vie (Spice Game)
6. La danse des spaghettis (I'm the Sauce)
7. Les Titans à l'école (Hey You, Don't Forget about Me in Your Memory)
8. Craque un cookie (Accept the Next Proposition You Hear)
9. Le quatrième mur (The Fourth Wall)
10. 40%, 40%, 20% (40%, 40%, 20%)
11. Ça barde pour le barde (Grube's Fairytales)
12. Ce procès est une farce (A Farce)
13. Les Teen fantômes (Scary Figure Dance)
14. Tous des animaux ! (Animals, It's Just a Word!)
15. L'anniversaire de Changelin (BBBDAY!)
16. Jour de soldes (Black Friday)
17. En deux parties: partie 1 (Two Parter: Part One)
18. En deux parties: partie 2 (Two Parter: Part Two)
19. Le vrai sens de Noël (The True Meaning of Christmas)
20. Ras le bol ! (Squash & Stretch)
21. Vide grenier (Garage Sale)
22. Jardin secret (Secret Garden)
23. Le monstre à deux têtes (The Cruel Giggling Ghoul)
24. La Saint-Valentin (How 'Bout Some Effort)
25. Le système pyramidal (Pyramid Scheme)
26. La pince (Beast Boy's St. Patrick's Day Luck and it's Bad)
27. Pâques au Pôle Nord (The Teen Titans Go Easter Holiday Classic)
28. Poisson d'avril (Batman v Teen Titans: Dark Injustice)
29. La grande bouteille (Bottle Episode)
30. La leçon (Finally a Lesson)
31. Concours de détente verticale (Arms Race with Legs)
32. Obinray (Obinray)
33. Wally T (Wally T)
34. Des dar trop cool (Rad Dudes with Bad Tudes)
35. Opération potes à la rescousse: partie 1 (Operation Dude Rescue: Part One)
36. Opération potes à la rescousse: partie 2 (Operation Dude Rescue: Part Two)
37. Leçon d'Histoire (History Lesson)
38. L'art du Ninja (The Art of Ninjutsu)
39. Pensez à votre avenir (Think About Your Future)
40. Les Teen Titans contre les Supers Nanas (TTG v PPG)
41. L'Île de l'aventure: partie 1 - La tarte à la noix de coco (Island Adventures: Part One - Coconut Cream Pie)
42. L'Île de l'aventure: partie 2 - Protéine pure (Island Adventures: Part Two - Pure Protein)
43. L'Île de l'aventure: partie 3 - Ouvre poliment la porte (Island Adventures: Part Three - Open Door Policy)
44. L'Île de l'aventure: partie 4 - L'île où tout est possible (Island Adventures: Part Four - Crazy Desire Island)
45. L'Île de l'aventure: partie 5 - Le Titan Show (Island Adventures: Part Five - The Titans Show)
46. Bouge ton popotin (Booty Scooty)
47. C'est poilant (Who's Laughing Now)
48. La route de l'Oregon (Oregon Trail)
49. L'heure du câlin (Snuggle Time)
50. Eh ouais ! (Oh Yeah!)
51. Chevaucher le dragon (Riding the Dragon)
52. La grimace (The Overbite)
53. La cape (The Cape)

### Quatrième saison (2016–2018)
1. Crevettes et côtes de porc (Shrimps and Prime Rib)
2. Halloween contre Noël (Halloween v Christmas)
3. Des pièges dans la maison (Bobby Trap House)
4. L'eau de l'aquarium (Fish Water)
5. Soirée TV (TV Knight)
6. Les Teen Titans sauvent Noël (Teen Titans Save Christmas)
7. Double anniversaire (BBSFBDAY!)
8. Le trophée: partie 1 (The Streak: Part One)
9. Le trophée: partie 2 (The Streak: Part Two)
10. La beauté intérieure d'un cactus (The Inner Beauty of a Cactus)
11. Soirée cinéma (Movie Night)
12. C'est ta chanson: partie 1 (BBRAE: Part One)
13. C'est ta chanson: partie 2 (BBRAE: Part Two)
14. Dossier scolaire (Permanent Record)
15. Les Titans à la rescousse de l'heure d'été (Titan Saving Time)
16. La Saint-Patrick (The Gold Standard)
17. Le Maître détective (Master Detective)
18. Dans les dents des Teen Titans (Easter Creeps)
19. La main zombie (Hand Zombie)
20. Employé du mois : Redux (Employee of the Month: Redux)
21. Le pouvoir de l'avocat (The Avogodo)
22. Origines... revues et corrigées (Orangins)
23. Chips (Jinxed)
24. Pourcentage cérébral (Brain Percentages)
25. BL4Z3 (BL4Z3)
26. La guerre du thé (Hot Salad Water)
27. La chanson magique, chapitre 1 : Danse avec moi (The Day the Night Stopped Beginning to Shine and Became Dark Even Though It Was the Day Chapter One: I Saw You Dance)
28. La chanson magique, chapitre 2 : L'histoire dans tes yeux (The Day the Night Stopped Beginning to Shine and Became Dark Even Though It Was the Day Chapter Two: The Story in Your Eyes)
29. La chanson magique, chapitre 3 : Tu joues les princesses (The Day the Night Stopped Beginning to Shine and Became Dark Even Though It Was the Day Chapter Three: Playing Hard to Get)
30. La chanson magique, chapitre 4 : La nuit s'allumera (The Day the Night Stopped Beginning to Shine and Became Dark Even Though It Was the Day Chapter Four: The Night Begins to Shine)
31. Lication (Lication)
32. La fête du travail (Labor Day)
33. Comme au bon vieux temps (Classic Titans)
34. L'intelligence pizzaiollienne (Ones and Zeroes)
35. La journée des métiers (Career Day)
36. Batsoirée, Gordon ! (TV Knight 2)
37. Quel Talent !: partie 1 (Justice League's Next Top Talent Idol Star: Part One)
38. Quel Talent !: partie 2 (Justice League's Next Top Talent Idol Star: Part Two)
39. L'académie (The Academy)
40. Concours de déguisements (Costume Contest)
41. Le trône squelettique (Throne of Bones)
42. La reine de la promo (Demon Prom)
43. Briser les traditions (Thanksgetting)
44. L'égocentrique et spectaculaire 200è épisode: partie 1 (The Self-Indulgent 200th Episode Spectacular!: Part One)
45. L'égocentrique et spectaculaire 200è épisode: partie 2 (The Self-Indulgent 200th Episode Spectacular!: Part Two)
46. L'amiversaire (BBCYFSHIPBDAY)
47. Changeline (Beast Girl)
48. Flashback: partie 1 (Flashback: Part One)
49. Flashback: partie 2 (Flashback: Part Two)
50. La pote-pocalypse (Bro-Pocalypse)
51. Plus de sous, plus de soucis (Mo' Money Mo' Problems)
52. Batsoirée, Gordon ! 2 (TV Knight 3)

### Cinquième saison (2018–2020)
1. La cuillère (The Scoop!)
2. Changelin, papa coq (Chicken in the Cradle)
3. Explication: partie 1 (Kabooms: Part One)
4. Explication: partie 2 (Kabooms: Part Two)
5. La rénovation de la Tour (Tower Renovation)
6. Je m'appelle José (My Name is Jose)
7. Le pouvoir des crevettes (The Power of Shrimps)
8. La brigade des monstres (Monster Squad)
9. Les vraies origines (Real Orangins)
10. La mécanique quantique amusante (Quantum Fun)
11. Le combat (The Fight)
12. Le sauveur (The Groover)
13. Quel Talent! La Deuxième Meilleure Équipe: partie 1 (Justice League's Next Top Talent Idol Star: Second Greatest Team Edition: Part One)
14. Quel Talent! La Deuxième Meilleure Équipe: partie 2 (Justice League's Next Top Talent Idol Star: Second Greatest Team Edition: Part Two)
15. Que dites-vous de ça pour un épisode spécial ? L'espaaaace: partie 1 (How's This For a Special? Spaaaace: Part One)
16. Que dites-vous de ça pour un épisode spécial ? L'espaaaace: partie 2 (How's This For a Special? Spaaaace: Part Two)
17. L'anniversaire de Changelin (BBRBDAY)
18. Tapotages de popotins et cris de joie sans raison (Slapping Butts and Celebrating for No Reason)
19. Les années 80 c'était mieux ! (Nostalgia is Not a Substitute for an Actual Story)
20. L'enfer des affaires (Business Ethics Wink Wink)
21. Le président génie (Genie President)
22. Contes et légendes titanesques (Tall Titan Tales)
23. Le moi que j'étais (I Used To Be A Peoples)
24. Le système métrique contre la liberté (The Metric System vs Freedom)
25. L'odieuse audience (The Chaff)
26. Le montage (Them Soviet Boys)
27. Les sept péchés capitaux (Little Elvis)
28. Œufs de fesses (Booty Eggs)
29. Soirée télé, 4e (TV Knight 4)
30. P'tites fossettes (Lil' Dimples)
31. Ne fais pas comme Icare (Don't Be An Icarus)
32. Adieu Jump City (Stockton, CA!)
33. Une nuit à l'opéra (What's Opera Titans)
34. Les pirates de la forêt (Forest Pirates)
35. Comme Cyrano (The Bergerac)
36. Les sanglots de l'angoisse (Snot and Tears)
37. Feu de camp (Campfire!)
38. Ce qu'on a appris à la colo (What We Learned at Camp)
39. Communiquer ouvertement (Communicate Openly)
40. Gelée royale (Royal Jelly)
41. La force d'un adulte de taille normale (Strength of a Grown Man)
42. Il fallait être là (Had to Be There)
43. Soirée entre filles: partie 1 (Girls Night In Part 1)
44. Soirée entre filles: partie 2 (Girls Night In Part 2)
45. Le grand désastre (The Great Disaster)
46. Les spectateurs décident (The Viewers Decide)
47. Jeunes Titans vs Scooby-gang (Cartoon Feud)
48. À la recherche du postérieur perdu (Curse of the Booty Scooty)
49. Collectionne-les tous! (Collect Them All!)
50. Teen Titans Vroom: partie 1 (Teen Titans Vroom: Part One)
51. Teen Titans Vroom: partie 2 (Teen Titans Vroom: Part Two)
52. Teen Titans Rrrr (Teen Titans Roar)

### Sixième saison (2019–2021)
1. Caisse atomique (Butt Atoms)
2. Soirée télé, 5e (TV Knight 5)
3. Potion de sorcière (Witches Brew)
4. C'est ça le truc (That's What's Up!)
5. Sales tours de crabes (Crab Shenaningans)
6. Frérobots (Brobots)
7. Retourné de cerveau (Brain Flip)
8. Changelin sur le banc de touche (Beast Boy on a Shelf)
9. Les croisés de Noël (Christmas Crusaders)
10. Le magicien des trophées (We're Off to Get Awards)
11. Bat scouts (Bat Scouts)
12. Partir discrètement (Walk Away)
13. Le livre des records (Record Book)
14. Le magicien (Magic Man)
15. Le mardi, c'est relax (The Titans Go Casual)
16. Quelle ironie ! (Rain On Your Wedding Day)
17. L'œuf pourri (Egg Hunt)
18. La nouvelle Idole Super Star: édition Ligue des Justiciers: partie 1 (Justice League's Next Top Talent Idol Star: Justice League Edition: Part One)
19. La nouvelle Idole Super Star: édition Ligue des Justiciers: partie 2 (Justice League's Next Top Talent Idol Star: Justice League Edition: Part Two)
20. La nuit s'allumera, chapitre 1 : à la recherche des pistes perdues (The Night Begins to Shine Chapter One: Mission to Find the Lost Stems)
21. La nuit s'allumera, chapitre 2 : Batterie (The Night Begins to Shine Chapter Two: Drums)
22. La nuit s'allumera, chapitre 3 : Guitare (The Night Begins to Shine Chapter Three: Guitar)
23. La nuit s'allumera, chapitre 4 : Basse  (The Night Begins to Shine Chapter Four: Bass)
24. La nuit s'allumera, chapitre 5 : Oui, c'est toi (The Begins to Shine Chapter Five: You're the One)
25. Mais où peut bien se cacher Carl Sanpedro ? partie 1 (Where Exactly on the Globe Is Carl Sanpedro? Part 1)
26. Mais où peut bien se cacher Carl Sanpedro ? partie 2 (Where Exactly on the Globe Is Carl Sanpedro? Part 2)
27. Mais où peut bien se cacher Carl Sanpedro ? partie 3 (Where Exactly on the Globe Is Carl Sanpedro? Part 3)
28. Mais où peut bien se cacher Carl Sanpedro ? partie 4 (Where Exactly on the Globe Is Carl Sanpedro? Part 4)
29. L'âme perdue d'Halloween (Ghost With the Most)
30. Avant le grand saut (Bucket List)
31. Soirée télé, 6e (TV Knight 6)
32. Kryptonite (Kryptonite)
33. La Guerre des pouces (Thumb War)
34. Bambins Titans... ouais ! (Toddler Titans... Yay!)
35. HUGGBESS (Huggbees)
36. Bébé Babine (Baby Mouth)
37. Le plâtre (The Cast)
38. Une famille en or, le retour (Superhero Feud)
39. La bonne étoile (Lucky Stars)
40. A pied, à cheval, en Robin (Various Modes of Transportation)
41. Les oncles cool (Cool Uncles)
42. Le mur de beurre (Butter Wall)
43. La sinistre fête d'anniversaire (BBRAEBDAY)
44. N'appuie pas sur lecture (Don't Press Play)
45. Des œuvres d'art (Real Art)
46. La patience ultime (Just a Little Patience…Yeah…Yeah)
47. Virée entre méchants pour aller manger une glace (Villains in a Van Getting Gelato)
48. Je suis fauteuil (I Am Chair)
49. Où es-tu, Silkie? (Bumgorf)
50. Super Papa (The Mug)
51. Çapa Çaca (Hafo Safo)
52. Zimdings (Zimdings)

### Septième saison (2021–2022)
1. La Nouvelle Idole Super Star édition danse en équipe: Partie 1 (Justice League's Next Top Talent Idol Star: Dance Crew Edition)
2. La Nouvelle Idole Super Star édition danse en équipe: Partie 2 (Justice League's Next Top Talent Idol Star: Dance Crew Edition)
3. J'ai faim (Feed Me)
4. Soyez vigilants (Pig in a Poke)
5. Pépé le Lutin (P.P.)
6. Aidez nous, s'il vous plaît (A Little Help Please)
7. Marv Wolfman & George Perez (Marv Wolfman and George Pérez)
8. La maison du cosmos: Partie 1 (Space House: Part One)
9. La maison du cosmos: Partie 2 (Space House: Part Two)
10. La maison du cosmos: Partie 3 (Space House: Part Three)
11. La maison du cosmos: Partie 4 (Space House: Part Four)
12. Cyborg et Changelin (Cy & Beasty)
13. T comme Titans (T is for Titans)
14. Les génies créatifs (Creative Geniuses)
15. Manoir et maniérisme (Manor and Mannerisms)
16. La T.O.M. Cruise (Trans Oceanic Magical Cruise)
17. Polly Ethylène et Tara Phtalate (Polly Ethylene and Tara Phthalate)
18. Les Coudos (EEbows)
19. Le cadeau d'anniversaire de Batman (Batman's Birthday Gift)
20. Un peu de culture (What a Boy Wonders)
21. Doomsday l'incompris (Doomsday Preppers)
22. Les gros bonnets (Fat Cats)
23. Les reines du roller (Jam)
24. DC (DC)
25. Pepo le Pot'iron (Pepo the Pumpkinman)
26. Le petit déj (Breakfast)
27. Capitaine Cool (Captain Cool)
28. Un Thanksgiving avec la Doom Patrol: Partie 1 (A Doom Patrol Thanksgiving: Part One)
29. Un Thanksgiving avec la Doom Patrol: Partie 2 (A Doom Patrol Thanksgiving: Part Two)
30. Glunkakakakah (Glunkakakakah)
31. Le roi du contrôle (Control Freak)
32. Un conte de Noël (A Holiday Story)
33. Les baskets ultimes (The Drip)
34. S et P (S&P)
35. Les as du calcul mental (Belly Math)
36. Soins gratuits (Free Perk)
37. En avant! (Go!)
38. Aquaman : porté disparu (Finding Aquaman)
39. Kikilafé? (Whodundidit?)
40. L'âge de glace (Sweet Revenge)
41. Les pirates du porche (Porch Pirates)
42. Haricots Joe (A Sticky Situation)
43. La création parfaite (The Perfect Pitch?)
44. Une piscine avant l'été (Pool Season)
45. Le dôme de la vidéo (Kyle)
46. Soirée télé, 7ème (TV Knight 7)
47. On s'retrouve après la pub ! (We'll Be Right Back)
48. Jump City Rock (Jump City Rock)
49. Gaz naturel (Natural Gas)
50. 50% Chad (50% Chad)
51. Musique de film (The Score)
52. 365! (365!)

### Huitième saison (2022–2024)
1. Bienvenue à Halloween (Welcome to Halloween)
2. La grande invasion de Noël (The Great Holiday Escape)
3. À la recherche de l'Amour perdu (Looking for Love)
4. Jeunes Titans héros de films d'action: Partie 1 (Teen Titans Action: Part 1)
5. Jeunes Titans héros de films d'action: Partie 2 (Teen Titans Action: Part 2)
6. Soirée télé, 8ème (TV Knight 8)
7. Un rat, des goûts ! (A Stickier Situation)
8. Le golf, la solution à tous vos problème d'argent (Winning a Golf Tournament Is the Solution to All of Life's Money Problems)
9. Absolument bannir la criminalité (Always Be Crimefighting)
10. La lune de Pâques (Easter Annihilation)
11. Le cerveau de la famille: Partie 1 (The Brain of the Family: Part 1)
12. Le cerveau de la famille: Partie 2 (The Brain of the Family: Part 2)
13. Arthur (Arthur)
14. Eau de toilette (Toilet Water)
15. Les trous noirs (Plot Holes)
16. Ceinture porte outils (Utility Belt)
17. Notre maison (Our House)
18. Le chasseur de barbes (Beard Hunter)
19. Elasti-robot (Elasti-Bot)
20. Ondes négatives (Negative Feels)
21. La recrue (New Chum)
22. Coincés dans le générique (Intro)
23. Le tank hanté (Haunted Tank)
24. 100e anniversaire des studios Warner Bros: Partie 1 (Warner Bros 100th Anniversary: Part 1)
25. 100e anniversaire des studios Warner Bros: Partie 2 (Warner Bros 100th Anniversary: Part 2)
26. L'os à souhait (Wishbone)
27. Magie De Noël (Christmas Magic)
28. Platz (Ship)
29. Cap'taine Zinzin (Catpin Freak)
30. 50% de l'équipage (50% Crew)
31. La Petite Souris va passer (Five Bucks)
32. Il faut sauver Tamaran (Wild Card)
33. Azarath ! Metrion ! Librairie ! (Azarath ! Metrion ! Bookstore !)
34. Le Croque-Livres (Bookyman)
35. Le grand concours de magie d'Azarath (The Great Azarathian Face Off)
36. Les Jeunes Toonatics (Unleashed)
37. Dans le domaine public (Original Idea)
38. Attention aux details (Attention to details)
39. Le ranch (The ranch)
40. Soirée télé, 9ème (TV Knight 9)
41. Quatre-cents: Partie 1 (Four Hundred: Part 1)
42. Quatre-cents: Partie 2 (Four Hundred: Part 2)

### Neuvième Saison (2025)
1. Sticky Joe part du bon pied (Stickiest Situation)
2. O.S.H.A. (O.S.H.A.)
3. Une bande de jeunes (Teen? Titans)
4. Le deuxième boulot (Moonlighting)
5. Le retour de zappeur fou (Freak Show)
6. Le Chrono Diner du Trappeur Temporel (Diner Means Breakfast)
7. Le jacuzzi gratuit (High Five)
8. Joyeuses Pâques (Teen Titans and the Easter Factory)
9. Revenus passifs (Passive Income)
10. Les guerriers ailés (Winged Warriors)
11. Caméras de surveillance (Closed Circuit)
12. Les meilleures mères du monde (Best Mom Ever)
13. Les cercles des lecteurs disparus (DC Comic Book Club)
14. Et le gagnant est... (Favorite Animated Show Nominee)
15. V'la un requin ! (Them Jaws)
16. Billard aquatique (Pool Shark)
17. La vie en marcel (Shark Tank)
18. Romance au bord du lac (Lake Side Story)
19. Mégalodon jackson (Megalodon Jackson)
20. Le grand échange des chefs d'équipe (DC Leader Swap)
21. Chut (Shhh)
22. Alerte rouge (Crime Alert)
23. Les Titans sont vernis (Mani-Pedi)